# Hiiumaa (gemeente)
Hiiumaa (Estisch: Hiiumaa vald) is een gemeente in de Estische provincie Hiiumaa. De gemeente telde 8.418 inwoners op 1 januari 2024 en heeft een oppervlakte van 1.032,44 vierkante kilometer. De gemeente omvat het hele eiland Hiiumaa, inclusief het kleinere bewoonde eiland Kassari en een aantal onbewoonde eilanden. Het is de enige gemeente in de provincie.

## Geschiedenis
Hiiumaa is een fusiegemeente ontstaan op 15 oktober 2017 uit de gemeenten Emmaste, Hiiu, Käina en Pühalepa.

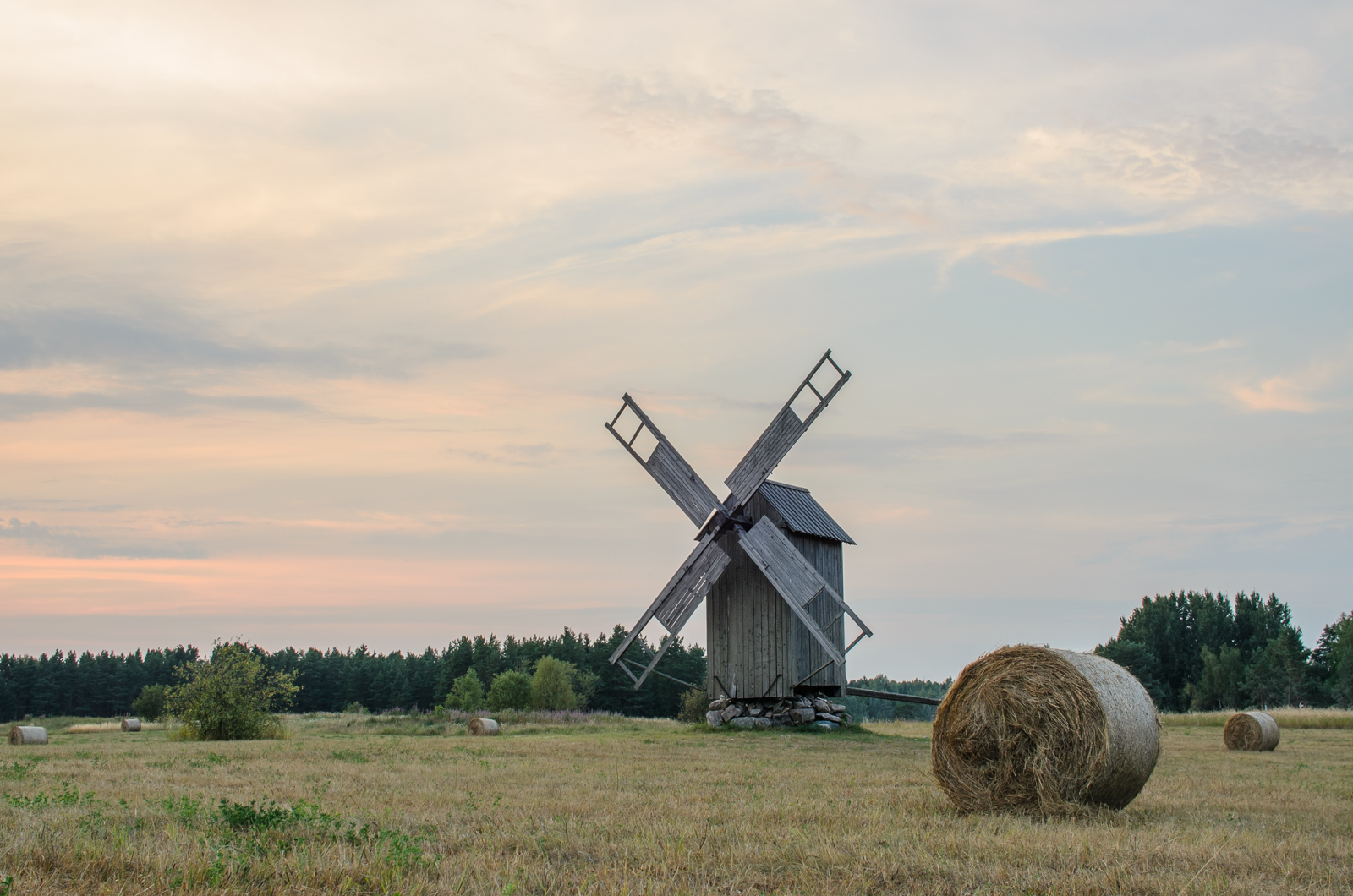
Molen in het dorp Tubala.

## Indeling
De gemeente telt een stad, Kärdla, en twee grotere nederzettingen met de status van alevik (vlek): Käina en Kōrgessaare. Daarnaast heeft de gemeente 182 dorpen: Aadma, Ala, Allika, Aruküla, Emmaste, Emmaste-Kurisu, Emmaste-Selja, Esiküla, Hagaste, Haldi, Haldreka, Harju, Härma, Hausma, Heigi, Heiste, Heistesoo, Hellamaa, Heltermaa, Hiiessaare, Hilleste, Hindu, Hirmuste, Hüti, Isabella, Jausa, Jõeküla, Jõeranna, Jõesuu, Kaasiku, Kabuna, Kaderna, Kaigutsi, Kalana, Kaleste, Kalgi, Kanapeeksi, Kärdla-Nõmme, Kassari, Kauste, Kerema, Kidaste, Kiduspe, Kiivera, Kitsa, Kleemu, Kodeste, Kogri, Koidma, Kolga, Kõlunõmme, Kõmmusselja, Kopa, Kõpu, Kukka, Külaküla, Külama, Kuri, Kuriste, Kurisu, Kuusiku, Laartsa, Laasi, Laheküla, Lassi, Lauka, Leerimetsa, Lehtma, Leigri, Leisu, Lelu, Lepiku, Ligema, Lilbi, Linnumäe, Lõbembe, Loja, Lõpe, Luguse, Luidja, Määvli, Mäeküla, Mäeltse, Mägipe, Malvaste, Mangu, Männamaa, Mänspe, Mardihansu, Meelste, Metsaküla, Metsalauka, Metsapere, Moka, Muda, Mudaste, Napi, Nasva, Niidiküla, Nõmba, Nõmme, Nõmmerga, Nurste, Ogandi, Ojaküla, Ole, Õngu, Orjaku, Otste, Palade, Palli, Paluküla, Paope, Pärna, Pärnselja, Partsi, Pihla, Pilpaküla, Poama, Prählamäe, Prähnu, Prassi, Pühalepa, Pühalepa-Harju, Puliste, Puski, Putkaste, Rannaküla, Reheselja, Reigi, Reigi-Nõmme, Reikama, Riidaküla, Risti, Ristivälja, Rootsi, Sääre, Sakla, Salinõmme, Sarve, Selja, Sepaste, Sigala, Sinima, Soonlepa, Sõru, Sülluste, Suuremõisa, Suurepsi, Suureranna, Suuresadama, Taguküla, Tahkuna, Tammela, Tammistu, Tareste, Tärkma, Taterma, Tempa, Tiharu, Tilga, Tohvri, Tubala, Ühtri, Ülendi, Ulja, Undama, Utu, Vaemla, Vahtrepa, Valgu, Valipe, Vanamõisa, Värssu, Viilupi, Viiri, Viita, Viitasoo, Vilima, Vilivalla, Villamaa en Villemi.
Landgemeente: Hiiumaa
Voormalige gemeenten: Emmaste · Hiiu · Käina · Kärdla · Kõrgessaare · Pühalepa